# Model Duluth
Model Duluth (także: ang. Domestic Abuse Intervention Project, skr. DAIP) – amerykański, psychoedukacyjny model zwalczania przemocy domowej.
Model został opracowany w 1981 w amerykańskiej miejscowości Duluth w stanie Minnesota, choć impulsem dla jego powstania było pojawienie się w jednym z domów dla ofiar przemocy domowej 19-letniej kobiety, która zastrzeliła agresywnego męża w 1980. Program wdraża i realizuje organizacja pozarządowa z Duluth, która jest również odpowiedzialna za monitorowanie wyników. Model rozpowszechniony jest we wszystkich stanach na terenie USA, gdzie wpisano go do obowiązujących porządków prawnych. Również w Europie (także w Polsce) dostępne są różne adaptacje DAIP. 
Głównym założeniem modelu jest współdziałanie w konkretnym przypadku wszelkich zainteresowanych instytucji, mogących zwalczać przemoc domową. Dzięki temu możliwa jest maksymalnie skuteczna interwencja względem ofiary, ale i sprawcy przemocy. W toku działania poszczególne organy i instytucje harmonijnie i interdyscyplinarnie współpracują ze sobą. Każdy z podmiotów w pełni i korzysta ze swoich prerogatyw. W efekcie ofiara jest od razu skutecznie chroniona przed dalszą przemocą, a na sprawcę nakładane są adekwatne sankcje. Blokuje się wywieranie dalszych aktów przemocy i pociąga do odpowiedzialności karnej sprawcę. W DAIP przemoc domowa jest konsekwentnie nazywana przestępstwem lub czynem kryminalnym, a nie np. zdarzeniem lub problemem. Taka perspektywa radykalnie zwiększa skuteczność działania poszczególnych instytucji. Celem nadrzędnym jest ochrona ofiary i jej uwolnienie od sprawcy przemocy. Drugim celem jest prawne ukaranie agresora, jak również zaoferowanie mu sesji terapeutycznych (antyprzemocowych) trwających 26 tygodni. Sąd nakazuje sprawcy, w trakcie postępowania karnego, udział w treningu antyprzemocowym. Według badań 68% sprawców przemocy po takiej terapii w ciągu następnych ośmiu lat nie powtórzyło przestępstwa. Podczas treningów kontrolowane są: regularność uczęszczania, rzeczywiste zaangażowanie, współpraca z terapeutą i aktywność. Nacisk kładziony jest na zdyscyplinowanie agresora i otwarcie go na konsekwentną pracę nad swoimi deficytami osobowościowymi.
Według twórców metody Duluth przemoc domowa ma charakter patriarchalny i wynika z instrumentalnego traktowania kobiet przez mężczyzn, którym winne być one podporządkowane. Krytycy modelu podnoszą jego zbyt feministyczną orientację i dogmatyczne traktowanie w nim mężczyzny jako głównego sprawcy przemocy domowej, co zbyt dalece abstrahuje od dynamizmu relacji wewnątrzmałżeńskich.